# Ютьоя
Ютьоя (на норвежки: Utøya, [ʉːtœʏɑ](произношение)) е остров в езерото Тюрифьоден, община Хуле, Бюскерю (Норвегия).
Принадлежи на Лигата на работническата младеж (Arbeidernes ungdomsfylking, AUF) – младежката организация на Работническата партия, която организира там летни младежки лагери.
Става печално известен след атентатите на 22 юли 2011 г. над младежкия лагер, в резултат на които загиват общо 77 души, 69 от които на острова.